# 小行星24268
小行星24268（24268 Charconley）是一颗绕太阳运转的小行星，为主小行星带小行星。该小行星于1999年12月19日发现。

## 轨道参数
小行星24268的轨道半长轴为420 522 369 km，2.8109784 UA，离心率为0.008。